# Heike Geißler

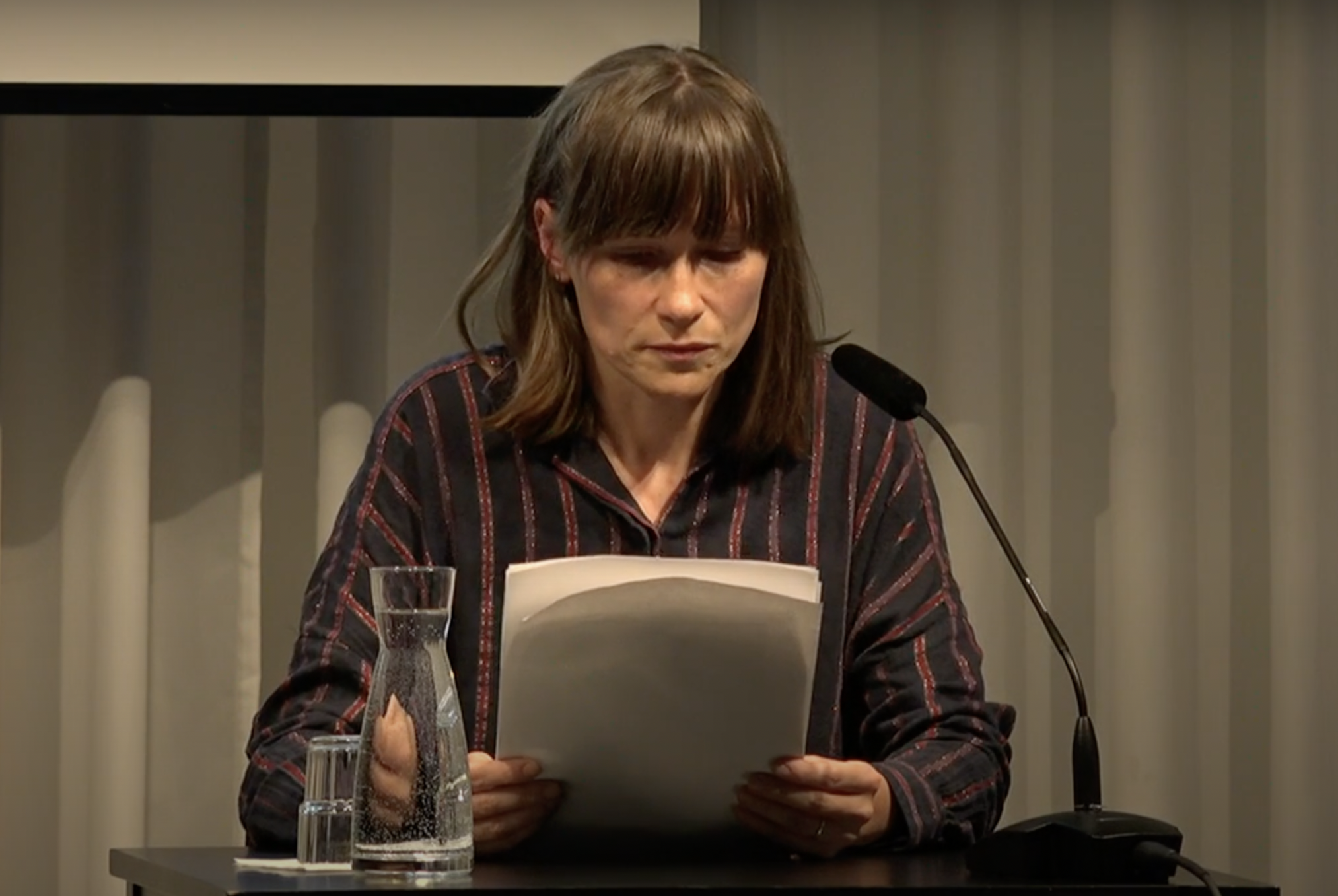
Heike Geißler (2018)

Heike Geißler (* 5. April 1977 in Riesa) ist eine deutsche Schriftstellerin.

## Leben
Heike Geißler wuchs als Kind eines Stahlarbeiters und einer Angestellten der Deutschen Post (DDR) in Riesa und Karl-Marx-Stadt/Chemnitz auf. Beide Eltern wurden nach der Deutschen Vereinigung arbeitslos. 2001 erhielt sie den Alfred-Döblin-Förderpreis für den ein Jahr später erschienenen Roman Rosa. Sie nahm in den Jahren 2008 und 2021 am Ingeborg-Bachmann-Wettbewerb in Klagenfurt teil. In ihrem Buch Saisonarbeit (2014, englische Übersetzung 2018) verarbeitet sie ihre Tätigkeit als Aushilfskraft in einem Logistikzentrum von Amazon in Leipzig.
Sie lebt in Leipzig und hat zwei Kinder.

## Auszeichnungen
- 2001: Alfred-Döblin-Förderpreis
- 2003: Aufenthaltsstipendium im Literarischen Colloquium Berlin
- 2004: Aufenthaltsstipendium im Künstlerhaus Schloss Wiepersdorf
- 2007: Stipendium des DAAD in Archangelsk, Russland
- 2008: Nominiert für den Ingeborg-Bachmann-Preis
- 2008: Arbeitsstipendium der Kulturstiftung des Freistaates Sachsen
- 2016/2017: Deutsche Akademie Rom Villa Massimo[3]
- 2021: Nominierung zum Ingeborg-Bachmann-Wettbewerb[4]
- 2022: Nominierung zum Preis der Leipziger Buchmesse mit dem Roman Die Woche[5]
- 2023: Förderpreis zum Lessing-Preis des Freistaates Sachsen

## Werke
- Rosa. Roman. Deutsche Verlags-Anstalt, Stuttgart/München 2002, ISBN 3-421-05605-6.
  - Französische Ausgabe: Rosa. Roman. Übersetzt von Nicole Taubes. Albin Michel, Paris 2006, ISBN 2-226-17222-X.
  - Kroatische Ausgabe: Rosa. Übersetzt von Romana Perečinec. Fraktura, Zaprešić 2006, ISBN 953-7052-80-X.
- Nichts, was tragisch wäre. Deutsche Verlags-Anstalt, München 2007, ISBN 978-3-421-04219-4.
- Emma und Pferd Beere. Mit Illustrationen von Simone Waßermann. Lubok Verlag, Leipzig 2009, ISBN 978-3-941601-09-3.
- Heftreihe Lücken kann man lesen. Mit Anna Lena von Helldorff. Geißler, Leipzig 2010–[2014], K10plus 1543164110.
- Saisonarbeit. Spector Books, Leipzig 2014, ISBN 978-3-944669-66-3.
  - Englischsprachige Ausgabe: Seasonal Associate. Übersetzt von Katy Derbyshire. Semiotext(e), New York 2018, ISBN 978-1-63590-036-1.
- Die Woche. Roman Suhrkamp Verlag, Berlin 2022, ISBN 978-3-518-43053-8.
- Liegen Eine Übung. Essay, Rohstoff / Matthes & Seitz, Berlin 2022, ISBN  978-3-7518-7004-7.
- Verzweiflungen. Essay (= edition suhrkamp. Band 2873). Suhrkamp, Berlin 2025, ISBN 978-3-518-12873-2.
- Arbeiten. Hanser Berlin, München 2025, ISBN 978-3-446-27977-3.